# Milkor MGL
Das Milkor MGL ist ein nach dem Revolverprinzip arbeitender mehrschüssiger Granatwerfer, der vom südafrikanischen Unternehmen Milkor produziert wird. Seit seiner Einführung 1983 haben ihn 30 Länder in ihr Arsenal aufgenommen.

## Technik
Der MGL funktioniert nach dem Prinzip des Revolvers: Er hat eine Munitionstrommel, die manuell geladen wird. Er verwendet ein Double-Action-Abzugssystem, doch die Trommel ist zu schwer, um sie durch Betätigung des Abzugs zu drehen, wie es bei den meisten Revolvern der Fall ist. Deswegen ist die Trommel, ähnlich wie bei der DAO-12, mit einer Feder verbunden, die beim Laden aufgezogen wird und die schwere Trommel dann nach jedem Schuss eine Position weiter dreht. Ausgelöst wird die Feder durch den Gasdruckanstieg eines Schusses, was den MGL jedoch nicht zu einem Gasdrucklader macht. Als Munition werden sechs 40-mm-Granaten verwendet.

## Versionen

### MGL Mk-1
Von der Mk-1 gibt es zwei Versionen, zudem wird er unter Lizenz als RGB6 (kurz für Rucni Bacac Granata) von RH-ALAN in Kroatien exportiert:
Die erste der beiden Varianten ist die Mk-1S, die auch als Y2 bezeichnet wird. Sie benutzt rostfreien Stahl anstatt Aluminium und hat mehrere Picatinny-Schienen, vier um den Lauf und eine über der Trommel.
Die zweite ist die Mk-1L, die eine größere Trommel hat, um auch nichttödliche Munition zu verschießen, wie zum Beispiel Tränengas oder Rauch. Außerdem sind alle Verbesserungen der Mk-1S enthalten.

### MGL-140
Der MGL-140 wurde 2005 entwickelt, um „Hyper Lethal“ (sehr tödliche) Munition zu verschießen, und hat deswegen ein 140 mm langes Patronenlager.

#### M32
Im Oktober 2005 stellte das United States Marine Corps eine Anfrage an Milkor, um spezielle Verbesserungen vornehmen und den Granatwerfer in den Vereinigten Staaten produzieren zu lassen. Er wurde als M32 eingeführt und ab März 2006 dann im Irak eingesetzt.

#### Mark 14
Der Mark 14 ist eine Version, die für das USSOCOM entwickelt wurde und einen Pistolengriff hat, ähnlich dem der M16. Des Weiteren wurde der Lauf auf 8 Zoll (203,2 mm) gegenüber dem M32 verkürzt. Dafür wurden Schaft und Abzugsgruppe verstärkt, und somit hat sich dann trotz des kürzeren Laufs das Gewicht nicht geändert.

### XRGL40
Der XRGL steht für eXtra Range Grenade Launcher (dt. Granatwerfer mit zusätzlicher Reichweite). Bei dieser Version des Granatwerfers wurde die effektive Reichweite von 400 auf 800 m gesteigert. Er verwendet „extended range low pressure“ (ERLP, dt. „erweiterte Reichweite Niederdruck“) Granaten im Kaliber 40 × 51 mm, deren Mündungsgeschwindigkeit mit 125 Meter pro Sekunde (m/s) deutlich über den 75 m/s bei normalen 40 × 46 mm-Granaten liegt.

## Lizenzen
- Kroatien – Kroatien hat zunächst den Milkor MGL ohne Lizenz seit 1996 produziert später eine Lizenz gekauft und den Granatwerfer als RGB-6 (Abkürzung für Rucni Bacac Granata) auch exportiert. Produzenten sind Metallic und Atir. Exportiert werden die Waffen von RH Alan (neu Agencia Alan).[2][3][4][5]

- Kolumbien – Indumil produziert seit 1995 den Miklor MGL.[6][4]

## Nutzer

Ein US-Marineinfanterist begutachtet einen Milkor MGL Granatwerfer der kolumbianischen Armee

- Bosnien und Herzegowina- Die Streitkräfte von Bosnien-Herzegowina nutzten den RGB-6.[7]
- Brasilien – Die brasilianische Armee führte den Milkor MGL ein.[8]
- Chile – Die chilenische Armee benutzt 200 Milkor MGLs.[9]
- Deutschland – Das Kommando Spezialkräfte der Bundeswehr nutzt einzelne MGL als Zusatzausrüstung zum Vernebeln, Blitzen und Sprengen.[10]
- Kolumbien – Die Streitkräfte Kolumbiens benutzt 200 Milkor MGL.[11]
- Kroatien – Die kroatischen Streitkräfte benutzten 2000 RGB6 und führten die Waffe im Jahr 1996 ein.[5]
- Niederlande – Die Niederländischen Streitkräfte haben für ihre Spezialeinheiten den Milkor MGL bestellt und verwenden ihn ab 2021[12]
- Kuwait – Die kuwaitischen Streitkräfte nutzten den MBL.[13]
- Sri Lanka – Die Streitkräfte Sri Lankas benutzt den Milkor MGL.[14]
- Peru – Die peruanischen Streitkräfte nutzten den MGL.[15]
- Schweden – Die schwedischen Streitkräfte testeten den MKL MK-1 (schwedische Bezeichnung Granatkast Gevär 90) von 1996 bis 2000. Das Konzept wurde trotz guter Erfahrung nicht eingesetzt.[16]
- Vereinigte Staaten – Die US Marines nutzen seit 2006 210 M32 und wollen weitere 2118 M32 einführen. Daneben hat das USSOCOM seit Januar 2009 300 Mark 14 bestellt.[1]
- Südafrika – Die South African National Defence Force benutzt den Y2.[17] Der Granatwerfer wurde modernisiert und als Y4 von Milkor geliefert. Auch Reinmetall Denel Munition liefert angepasste Munition zum Y4.[18][19][20]

## Kontroversen
Im Syrischen Bürgerkrieg sind RBG-6 Granatwerfer in den sozialen Medien aufgetaucht. Konfrontiert mit diesem illegalen Export sagt die kroatische Regierung, es gebe auch andere Waffen welche ähnlich aussehen würden.